# تشارلز فيش
تشارلز فيش (بالإنجليزية: Charles Fish)‏ هو مربي أمريكي، ولد في 26 مايو 1854 في Cotuit, Massachusetts ‏ في الولايات المتحدة، وتوفي في 23 أكتوبر 1916 في أميسبوري في الولايات المتحدة.